# Arrou
Arrou település Franciaországban, Eure-et-Loir megyében. Lakosainak száma 1432 fő (2018. január 1.). Arrou Unverre, Le Gault-du-Perche, Le Poislay és Courtalain községekkel határos.

## Népesség
A település népességének változása:
| Lakosok száma | 1628 | 1570 | 3875 | 1540 | 1432 |
|               | 2013 | 2015 | 2016 | 2017 | 2018 |